# 만달레이 (고양이)
만달레이(Mandalay)는 뉴질랜드에서 유래된 집고양이 품종 중 하나이다.

## 특징
만달레이는 아비시니안과 버마의 교배로 탄생했으며, 유럽에서 사육된 아시안과 유사하다. 만달레이는 버마와는 달리 단색만 존재하는 고양이이다. 버마와 같은 체형을 가지고 있기 때문에, 같은 색상으로 사육되고 있지만, 만달레이는, 버마의 갈색이 검게 되는 등 어두운 색으로 나타난다. 털의 질감은 버마보다 약간 더 비단결이고 눈 색깔은 일반적으로 더 짙다. 기타 체형과 성격은 버마와 유사하다.

## 같이 보기
- 버마고양이
- 아비시니안